# فيركنياتشكا (تشيركاسكا)
فيركنياتشكا (Верхнячка) هي مدينة في مقاطعة تشيركاسكا في أوكرانيا.
يبلغ عدد سكانها حوالي 4032 نسمة.